# Beretta 92
Beretta 92 (також Beretta 96 і Beretta 98) — серія напівавтоматичних пістолетів, розроблених і виготовлених виробником Beretta (Італія). Модель 92 була розроблена в 1972 році, а виробництво багатьох варіантів різнокаліберних пістолетів продовжується й досі. Збройні сили Сполучених Штатів в 1985 році замінили пістолет 1911A1 .45 АСР на Beretta 92F із військовою специфікацією M9.
Із 1975 по 1976 роки виготовлено 5000 екземплярів оригінальної конструкції. Сьогодні цей проєкт має чотири різні конфігурації (FS, G, D і DS) і чотири калібри:
- 92 серія в 9×19 мм Парабелум
- 96 серія в .40 S&W
- 98 серія в 9×21 мм IMI
- 98 і 99 серії в 7.65мм Люгер

## Історія
Пістолет Beretta 92 був виготовлений на основі ранніх проєктів Beretta: M1922, M1951. Від M1922 він взяв дизайн відкритої затворної рами, а також раму з легкого сплаву і замок блоку барель (початково від Walther P38). Кут захоплення і мушка, розміщені на затворній рамі, були характерними для ранніх версій Beretta. Дві, можливо найважливіші конструктивні особливості моделі 92 з'явилися у його безпосереднього попередника, моделі 1974 року калібру 84.380. Beretta 92 була розроблена Карло Береттою, Джузеппе Маццетті і Вітторіо Валле — найдосвідченішими проєктувальниками вогнепальної зброї в колективі дизайнерів Beretta в 1975 році.

## Варіанти

### 92
Виробництво почалося в травні 1976 року і закінчилося в лютому 1983. Було виготовлено близько 7 000 одиниць першої модифікації. Загальний обсяг виробництва становив 52 000.

### 92S
З метою задоволення вимог італійських правоохоронних органів, була проведена модифікація Beretta серії 92, у якій запобіжник перемістили з рамки на затвор (при включенні запобіжника блокується ударник, курок спускається з бойового взводу та замикається спусковий гачок). Це призвело до створення в 1977 році моделі 92S, яке було прийнято кількома італійськими правоохоронними органами та військовими частинами. На даний час ця модель більше не випускається

### 92SB (92S-1)
Спочатку модель мала назву 92S-1. Вона була спеціально розроблена для ВПС США. Після проходження серії тестів у 1979–1980 роках пістолет отримав позначення Beretta 92SB. Відбулися такі зміни: запобіжник тепер став роз'єднувати шептало і спускову тягу; курок при включеному запобіжнику міг рухатися, але відокремлений від ударника перемичкою; при вимкненому запобіжнику ударник перекривався перемичкою до останньої фази руху спускового гачка; кнопка викиду магазина була перенесена з нижньої частини на середину рукоятки біля основи спускової скоби і могла встановлюватися як ліворуч, так і праворуч; прапорці запобіжника розташовані на обох сторонах кожуха — затвора, що дозволяє управляти ними, тримаючи пістолет як у правій, так і в лівій руці.
- Модель Beretta 92SB Compact (1981—1991) мала укорочений ствол (103 мм) і затвор (ємність 13 патронів). Пізніше була замінена моделлю «Beretta 92 Compact L».

### 92F (92SB-F)/92G
Beretta трохи змінила модель 92SB, щоб створити 92SB-F («F» додано для позначення переходу моделі в федеральний уряд тестування США), а пізніше 92G (для французького уряду тестування). Були внесені такі зміни:
- Дизайн всіх частин зробили на 100 % взаємозамінним із метою спрощення обслуговування для великих урядових організацій.
- Змінена передня частина спускової скоби так, що можна тримати пістолет двома руками.
- Змінений передній кут рукоятки.
- Хромований ствол, щоб захистити його від корозії та зменшити знос.
- Нове покриття поверхні Bruniton, яке забезпечує кращу корозійну стійкість.

### 92FS
Beretta 92FS (1989) — модифікація пістолета Beretta 92F, що має збільшену головку курка, що перешкоджає зриву задньої частини затвора з напрямних при його руйнуванні. Створена на основі сумного досвіду американських військових. У Збройних силах США перебуває на озброєнні під індексом М9, від комерційних пістолетів відрізняється маркуванням та зовнішнім оздобленням.

### 92 Vertec
Beretta 92 Vertec виготовлена в 2003 році. Ця модифікація, у першу чергу орієнтована на ринок поліцейської зброї США. Головна відмінність цієї модифікації — змінена форма рукоятки з прямою тильною частиною, що робить більш зручним поводження зі зброєю для стрільців із середніми і невеликими долонями. Ще одне вдосконалення — інтегральні напрямні для кріплення лазерного показника цілі або ліхтаря на рамці під стволом.

### 90two
Новий варіант Beretta 90two (2006) відрізняється в першу чергу зміненою конструкцією рукоятки з унітарними модульними накладками, виконаними з пластика і має U-подібний профіль (що охоплює рукоятку з боків і ззаду, на відміну від тільки бічних накладок на попередніх моделях). Крім того, внесені косметичні зміни у форму затвора і важелів запобіжника, на рамці під стволом додана напрямна для кріплення ліхтаря, яку при необхідності можна закрити спеціальною пластиковою накладкою.

### 92A1 і 96A1
92A1 був введений у 2010 році, заснований на елементах 92FS і 90two. У цілому форма і стиль ґрунтується на 92FS, з аксесуаром рейок на нижній частині рами, а внутрішня конструкція відображає 90two. Моделі 96A1 92A1 виготовлені під варіанти для патронів .40 S&W.